# Борисова, Эльза Алексеевна
Эльза Алексеевна Борисова (1930—2007) — тележурналист, искусствовед. Заслуженный работник культуры Удмуртской Республики (1996), отличник телевидения и радиовещания (1985). Член Союза журналистов России (1960).

## Биография
Эльза Алексеевна родилась в Ижевске в семье журналистов: мать работала в газете «Советской Удмуртия», отец — в газете «Удмуртская правда». В годы Великой Отечественной войны вместе с бабушкой работала в колхозе. В 1958 году окончила Удмуртский пединститут (ныне Удмуртский государственный университет), после чего несколько лет работала учителем в школах Сарапула и Ижевска.
В 1952 году была приглашена на Ижевскую телестудию (ныне ГТРК «Удмуртия»), на которой проработала до конца своей трудовой деятельности: сначала была редактором детских и молодёжных передач, затем — главным редактором литературно-художественной редакции. Вела передачи о людях творческих профессий, среди которых писатель Владимир Короленко, дирижёр Вероника Дударова, артист балета Махмуд Эсамбаев, певцы Иван Петров и Екатерина Шаврина и другие.
Эльза Алексеевна успешно принимала участие в различных телевизионных фестивалях. В музыкальном турнире городов, организованном Центральным телевидением, передача «Праздник первой борозды», подготовленная ею совместно с телестудией Гомеля. В 1985 году на Всесоюзном фестивале телепрограмм в Кишинёве ИСТ и Эльза Борисова были отмечены дипломами за передачу об удмуртском поэте Флоре Васильеве. Была ведущей вечера ИСТ на зональном фестивале телепрограмм в Уфе, по итогам которого студия завоевала 1-е место.
Эльза Алексеевна также принимала участие в общественной работе: была секретарём в Областном комитете профсоюза работников культуры, готовила пленумы в районах и обкоме. Являлась активным членом общественной организации Федерации женщин творческих профессий.